# Hari Kuyō

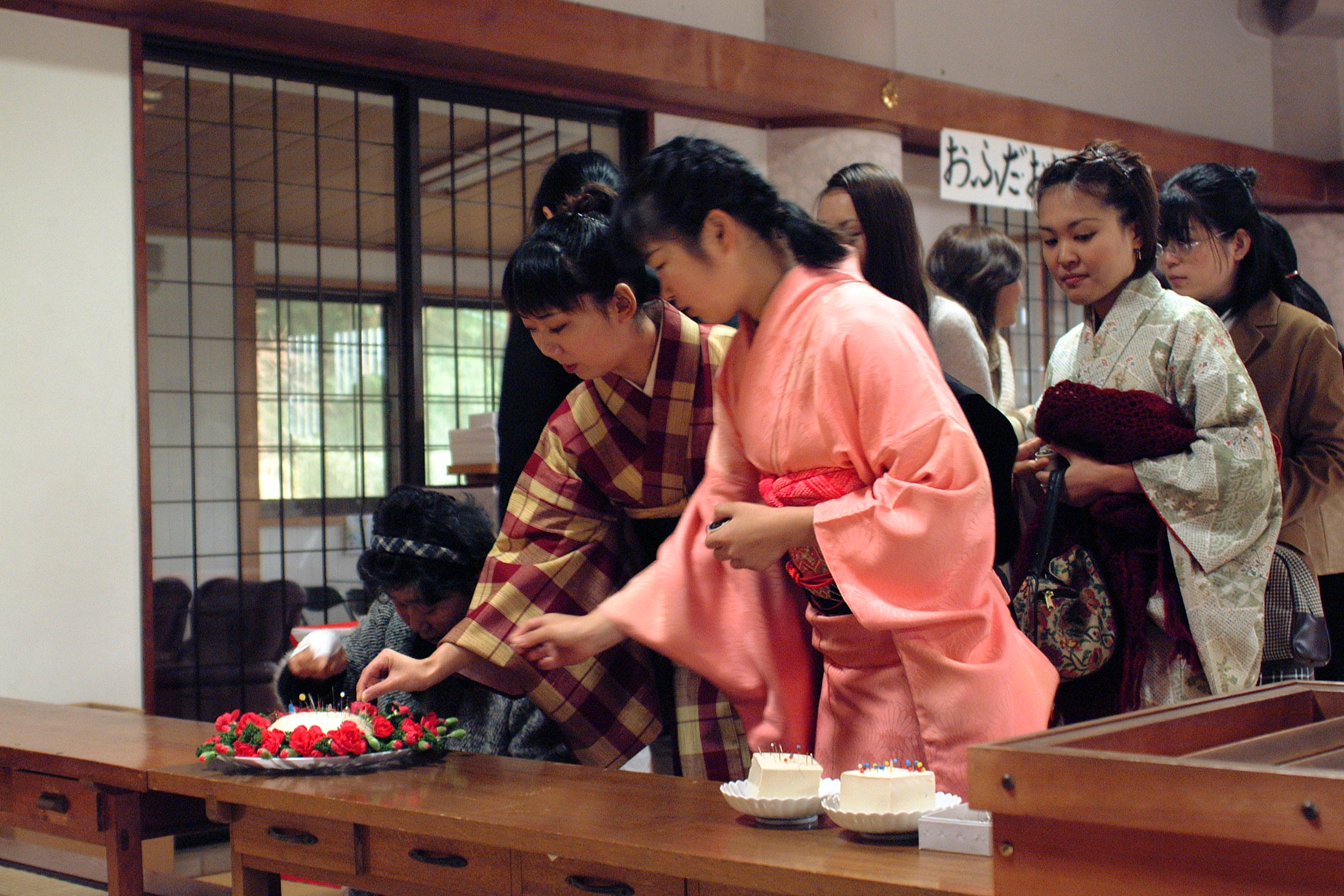
Eine Nadelandacht im Awashima-Schrein

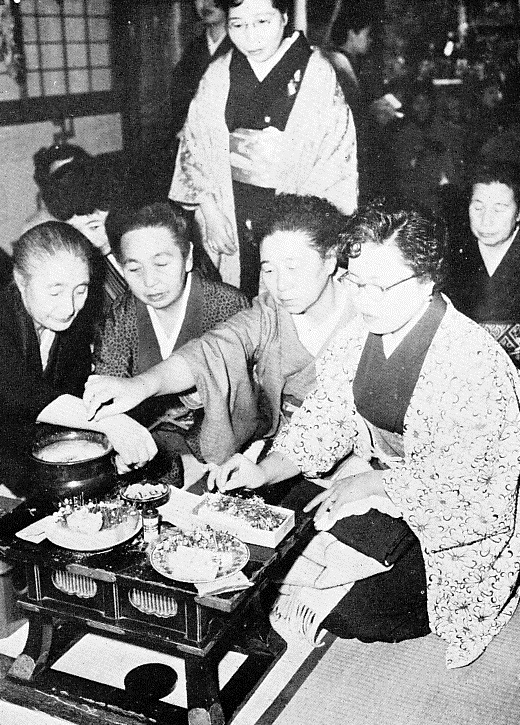
Nadel-Andacht, um 1960

Hari Kuyō (jap. 針供養 ‚(Näh)nadel-Andacht‘) ist  eine religiöse Zeremonie in Teilen Japans, bei der unbrauchbar gewordene Nähnadeln für ihre Dienste geehrt werden. In Kantō findet Hari Kuyō traditionell am 8. Februar statt, in Kyōto und Kinki am 8. Dezember. In den Präfekturen Toyama und Ishikawa nennt man diesen Tag auch Hari seibō (針歳暮).
Sie wird alljährlich als Andacht (kuyō, von sanskrit puja) vorgenommen. Das Ritual wird als Ehrerweisung für die dem Volksglauben entstammende Gottheit Awashima no kami (淡島神) durchgeführt.

## Ablauf
Seit der ersten Hälfte des 20. Jahrhunderts werden am Tag der Zeremonie Nadeln, die durch Bruch, Verbiegen oder Rost unbrauchbar geworden sind, in einen nahegelegenen Tempel oder Schrein gebracht. Alternativ können die Priester auch in ein Geschäft oder eine Modeschule kommen und die Zeremonie dort durchführen. Dabei werden die Nadeln, manchmal verziert mit bunten Fäden, in weichen Tofu oder Konnyaku gesteckt, als letzte, besonders einfache Aufgabe der Gegenstände. Während der Andacht wird für den Fortgang und die Vervollkommnung des Schneiderhandwerks bzw. der Nähkunst, für die Sicherheit während des Nähen und für die Verbesserung der eigenen Fähigkeiten im Nähen gebetet. Traditionell werden an diesem Tag keine Nähnadeln benutzt. Nach dem Besuch des Tempels isst man Manjū und Mochi und geht zu Freunden und Bekannten, um diese zu beschenken.
Die Zeremonie hat im 20. Jahrhundert durch Vertreter des Schneiderhandwerks einige Veränderungen und Standardisierungen erfahren. Zuvor wurden die Nadeln zu Hause oder auf der Arbeitsstelle in Tofu oder eine andere weiche Substanz gestochen, und dann zu einem Tempel gebracht oder auf einen Fluss oder ins Meer gesetzt und dem Wasser übergeben. Zudem hatten Tempel steinerne Behälter, in die zu jeder Jahreszeit unbrauchbare Nadeln – darunter auch Tattoo- und Akupunktur-Nadeln, oder für die Herstellung von Tatami-Matten – geworfen werden konnten, oder es gab andere, vergleichbare Rituale.

## Geschichte
Hari Kuyō entstand zu Beginn der Edo-Zeit und fand seine größte Verbreitung in der Mitte der Meiji-Ära. Sie geht auf die früher Kotoyōka (事八日) genannte Zeitspanne vom 8. Februar bis zum 8. Dezember zurück, wobei die beiden Tage den Beginn und das Ende der landwirtschaftlichen Arbeiten markieren. An diesen beiden Tagen hielt man Maß und verbrachte den Tag ohne Näharbeiten mit Müßiggang.
Mit Abnahme der häuslichen Näharbeiten kam die Zeremonie im 20. Jahrhundert in privaten Kreisen aus der Mode. Sie wird aber insbesondere im Umkreis des Schneiderhandwerks weitergeführt, z. B. in Modeschulen.